# Aepycerotini
Aepycerotini é uma tribo de bovídeos da subfamília Antilopinae, que contém somente o gênero Aepyceros.